# Theener
Theener ist ein Ortsteil der Gemeinde Hagermarsch, die sich mit den Gemeinden Hage, Berumbur, Halbemond und Lütetsburg zur Samtgemeinde Hage zusammengeschlossen hat.

## Name
Der Name des Hagermarscher Ortsteils wurde 1787 zum ersten Mal als Thener urkundlich dokumentiert. Seit 1818 gilt die amtliche Schreibweise Theener. Der Name leitet sich von Theen her, einem Losholz, das zum Auslosen von Landanteilen benutzt wurde. Theener ist demnach ein Gebiet, in dem die Zuweisung der Anteile durch das Los geregelt wurde – eine Praxis der Verteilung von Neuland, die bis ins 16. Jahrhundert üblich war. Als Flurbezeichnung finden wir Theener auch in der Krummhörner zwischen Upleward und Manslagt.

## Lage und Geologie
Der Ortsteil Theener befindet sich zwischen Junkersrott und Neßmersiel. Er wird von der Landesstraße 5, im touristischen Bereich auch als Störtebekerstraße bekannt,  durchzogen und liegt im Mittel 1,5 Meter über NHN. Der Boden besteht hauptsächlich aus Kalkmarsch. Ein kleiner Ortskern befindet sich am Abzweig der Straße nach Hilgenriedersiel.

## Geschichte
In der Zeit des Zweiten Weltkrieges befand sich ein Kriegsgefangenenlager in Theener, in dem zwanzig Gefangene französischer Staatsangehörigkeit untergebracht waren.